# 朱正廷
朱正廷（ジュー・ジャンティン、英: Zhu Zhengting、1996年3月18日 - ）は、中華人民共和国の歌手、俳優。中国の男性アイドルグループNINE PERCENTの元メンバー。NEXT（楽華七子）のメンバー。籍貫は安徽省馬鞍山市。

## 来歴
2015年にYUE HUA Entertainmentのアイドル練習生となる。
2017年にMnetのオーディション番組である「PRODUCE 101 シーズン2」に参加し、最終順位は51位であった。
2018年には、iQIYIのオーディション番組である「偶像練習生」に参加し、NINE PERCENTのメンバーとしてデビューする。また、所属しているYUE HUA EntertainmentからNEXT（楽華七子）のメンバーとしてもデビューしている。

## 出演

### 映画
- Marna（2018年）[5]

- プロジェクトV（2020年）[6]

### バラエティ
- PRODUCE 101 シーズン2（2017年、Mnet）
- 偶像練習生（2018年、iQIYI）
- ASIA SUPER YOUNG（2023年、無綫電視）- プロデューサーとして。